# 年金危機
年金危機もしくは年金時限爆弾は、様々な国々での、企業や国の雇用退職年金の支払いにおける予報された困難である。それは国等の給付者への年金給付義務とそれらに資金を供するよう併設される財源とのくい違いによる。年金問題の基本的な難しさは、制度がはるかに長期間にわたり維持されなければならないのに、政治家がそのような長期間を考えるのは難しいことである。人口動態は退職者当たりの勤労者の比率の低下を引き起こしている；寄与する要因は（退職者の相対的な人数の増加の）退職者の長寿化、ならびに（特に第二次世界大戦後のベビー・ブームに関係する、勤労者の人数の減少の）低出生率を含む。年金制度の国際的な比較は年金危機問題を解く上で重要である。 その問題の規模と重要性を考慮した有意義な討論がある。
一例として、2008年のような、アメリカ合衆国の州の年金計画の資金準備についての見積もりは、8％の割引率を用いる1兆ドルから、その割引率とした合衆国債を用いた23兆ドルにまで及ぶ。 2010年における社会保障のもとでの資金供給の証券の現在価値はおおよそ5.4兆ドルだった。言い換えれば、その元金の利子が今後75年間の支払いと税収の間の、計画の不足額を埋めるであろうするために、この総額は今日では取り除けて貯えておかれていたかもしれない
何人かの経済学者たちは、今貯蓄によって問題を処置するような私たちの能力を議論する。不換通貨の形態での、政府による貯蓄基金は、機能的には彼ら自らの信用証書を集めた貯蓄と同等である。政府はその通貨の発行に責任があるから、今発行して、直ちにそれを貯蓄して、そして後で流通へ放すことは、単にそれを後で発行することに経済的には同等である。 これは後の危機を処置するよう政府によって今日現金を貯えることは解決策ではないことを提起する。
改革の意見は三つの範疇に分類できる：
- 退職年齢の引き上げ、雇用政策、ならびに移民政策による、勤労者と退職者の比率の措置。
- 確定給付から定額拠出の型への転換、ならびに（たとえば、受益水準を決定する公式の調節による）将来支給額総計の引き下げによる、国の支払い義務の低減
- 租税の寄与率の引き上げならびに増税による、年金に資金供給するような財源の増加。

## 背景
（「扶養比率」であるところの）年金生活者に対する勤労者の割合は多くの開発された世界で減少している。これは二つの人口統計学上の要因による：
- 決定された定年と連結する平均余命の増長
- 出生率の減少

出生率の減少が、勤労者の人数を減少させるときに、個人らは長い退職後の生活をもって退職するので、（定められた定年を伴う）平均余命の増長は常に退職者の人数を増加させる。
1950年に、OECD諸国では65歳以上の各人に対し、7.2人の20歳から65歳までの人がいた。1980年では扶養比率は5.1に低下し、2010年では4.1だった。2050年ではそれは丁度2.1に達するよう見通される。EUでの平均の比率は2010では3.5であり、2050年では1.8に見通される。 選ばれた幾つかの国と地域における扶養比率の1970年、2010年、ならびに中位の異本を用いた2050年の見通しの例は以下のようである：
| 国または地域                 | 1970 | 2010 | 2050 |
| ---------------------------- | ---- | ---- | ---- |
| アメリカ                     | 5.2  | 4.6  | 2.5  |
| イギリス                     | 4.3  | 3.6  | 2.1  |
| ドイツ                       | 4.1  | 3.0  | 1.7  |
| 日本                         | 8.7  | 2.6  | 1.3  |
| フランス                     | 4.2  | 3.5  | 1.9  |
| アジア                       | 12.0 | 8.6  | 3.3  |
| アフリカ                     | 13.6 | 13.2 | 8.8  |
| オセアニア                   | 7.2  | 5.3  | 3.0  |
| 北アメリカ                   | 5.3  | 4.6  | 2.4  |
| ラテンアメリカとカリブ海諸国 | 10.8 | 8.3  | 3.0  |
| ヨーロッパ                   | 5.4  | 3.8  | 1.9  |
| 世界                         | 8.9  | 7.4  | 3.5  |

## 年金計算
年金計算はしばしばアクチュアリーによって実行される。それはその他の変量における次のことを考慮する仮定をもちいる：
- 現在ならびに将来の人口統計
- 平均余命
- 投資利益
- 課金の寄付の水準
- 受益者への払い出し

論点の一部分は投資利益の仮定された毎年の利率に関係する。もし、高い投資利益が仮定されるならば、相対的に低い寄付はそのシステムへこれらの支払いを必要とする。年金システムへの個人や政府による必要な寄付の総計を引き下げるよう、投資利益の仮定は人為的に膨張していることを、評論家たちは主張している。例えば、アメリカ合衆国やその他の国々での（保証された投資における収益の）債券収入は低い（そして合衆国ならびにその他の株式市場は2000年から2010年の期間に一貫して膨張を打ち鳴らさなかった）。しかし、多くの年金は、2000年以前の平均収益に近い、7～8％の平均範囲での毎年の投資利益の仮定を有する。もし、それらの利率が1～2パーセントのポイントで低かったならば、俸給や課税を通しての、その要求される年金寄付金は劇的に増大するだろう。一つの見積もりによれば、低減1％当たりは寄付金での10％以上を意味する。例えば、もし年金計画が8％から7％へその投資収益の利率の仮定を引き下げたならば、それらの年金への毎月当たり100ドルの寄付金は110ドルを要求するようになろう。市場より良い収益を維持するよう試みることは、ポートフォリオ管理人により多くのリスクをとらせることも引き起こす。
国際通貨基金は2012年4月に、先進国が彼らの公的もしくは民間の年金計算において長寿化の衝撃を過小評価しているかもしれないことを報告した。国際通貨基金は、もし個人らが予測よりも3年長く生きる場合、増加する費用が将来の経済で2010年のGDPの50％に及び、現在の経済で25％になることを見積もった。アメリカ合衆国では、これは年金寄付の9％の増加を表すだろう。国際通貨基金の勧告は退職年齢の上昇は平均余命と釣り合うことを含む。

## アメリカ合衆国

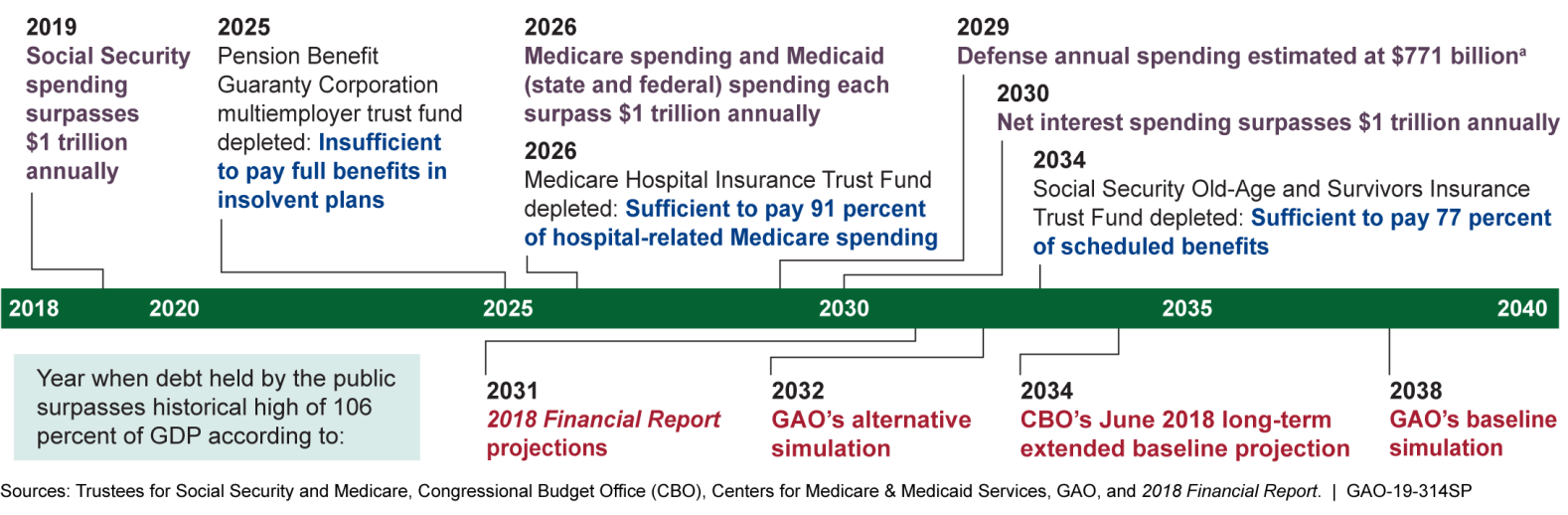
アメリカ合衆国議会事務局（CBO）による、推測された負債の里程標 を示す時系列。

年金利益保証会社（英語: Pension Benefit Guaranty Corporation）の財政上の将来は、それの資金の積み立てと統治構造に関係する長期的な問題から、不確かである。PBGCの2018年の会計年度終わりにおける負債は―2013年の会計年度の終わりと比べて160億ドル増加の―おおよそ510億ドルをもって、それの資産を超えた。くわえて、PBGCは、それの単一ならびに重複の雇用主の計画（英: single and multiemplyer programs）の両方におけるそのもとで積み立てられた計画についてありそうな将来の追加の損失が185億ドル（そのうち175億ドルは単一雇用主の計画の勘定である）だったことをさらけだすようなことを見積もる。PBGCは、2025年に重複雇用主の計画が支払い不能になることが90パーセント以上ありそうなこと、そして2026年に99パーセントになることを見積もった。

### 合衆国の社会保障計画

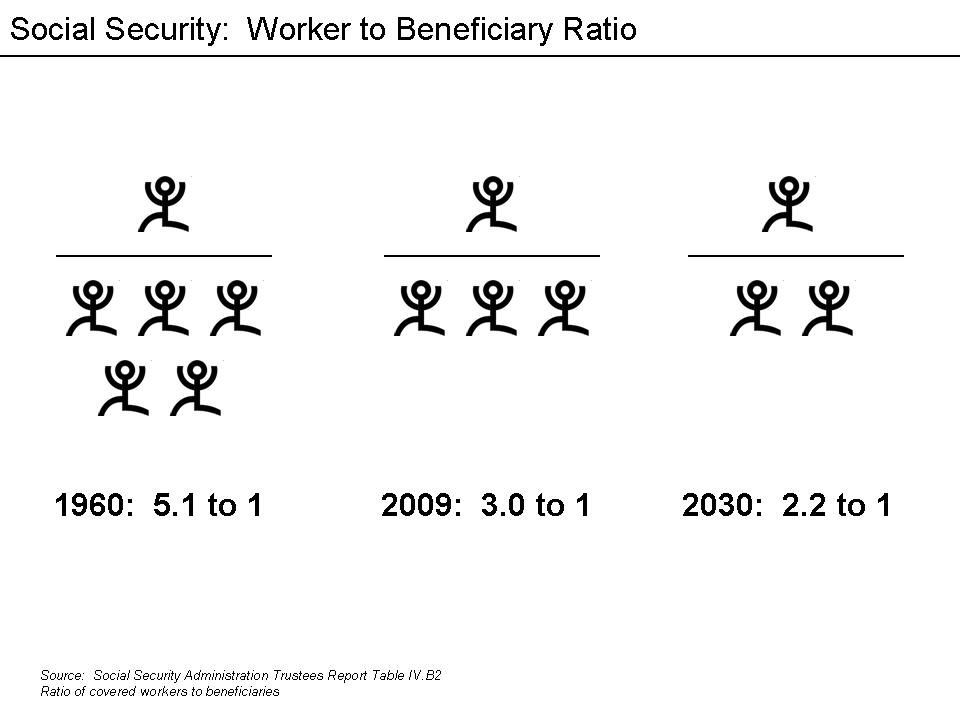
退職者に対して勤労者が負担する社会保障-比率

アメリカ合衆国の退職者当たりの勤労者の数は1960年では5.1人だった；これは2009年には3.0まで減少し、2030年には2.1まで減少するよう推し量られる。 社会保障の計画の受益者の人数は2010年での4400万人から2030年には7300万人へと増加すると予測される。 2010年8月における、社会保障 のもとでの資金供給の証券の現在価値はおおよそ5.4兆ドルだった。言い換えれば、その元金と利子が今後75年間の支払いと税収の間の、計画の不足額を埋めるであろうするために、この合計は今日では取り除けて貯えておかれていたかもしれない。給与税の課税基礎の1.9％もしくはGDPの0.7％に相当する給与税増税が、次の75年間での財政均衡（英語: fiscal balance）における社会保障の計画を保つのに必要になるだろうことを社会保障庁は計画した。無限時平線（英: infinite time horizon）にわたり、これらの不足額は平均では、給与税の課税基礎の3.4％またはGDPの1.2％となる。
政府の公式の予測によれば、社会保障は、今後75年にわたる13兆2千億ドルの負債のもとに直面している。

### アメリカ合衆国の州-レベルの問題
金融の分野では、危機は予定された収益の合計とそれらについて支払われるよう併設された財源との間の食い違いを表す。例えば、合衆国の諸州は、退職者への将来の支払いに必要となる見積もりの総額に国が関与しないことを意味した、資金供給される年金を有する。国のピュー研究所は2010年2月に、諸州が彼らの年金に2008年分として1兆ドル近く資金供給したことを報告した。それは諸州が雇用者の退職の利益に対して支払うよう併設した、これらの約束の値段の3.35兆ドルのところと、2.35兆ドルとの間の食い違いを表す。
2011年1月にCenter on Budget and Policy Priorities （CBPP）は次の事を報告した：
- 2010年のようにして、将来の寄付の値付けに用いる割引率に基づくと、州の年金の不足額は7000億ドルから13兆ドルまでの間を示した。3兆ドルが、歴史的な（無危険な）国債収益を表す5％の範囲での割引率を表すときに、7000億ドルの合計額は、歴史的な年金基金投資収益を表す8％の割引率の使用に基づいている。[19]
- 二度の景気後退からの税収の減収に伴い、この不足額は2000年以降現れた。
- 国は、平均してその年金計画へそれの管理する予算のおよそ3.8％を寄与する。これは7000億ドルの不足額を埋めるよう5.0％に上昇するだろう、そして3兆ドルの不足を埋めるよう9.0％まで上昇するだろう。
- （例えば、イリノイ（英語版）、カルフォルニア、ニュージャージーの）幾つかの州は著しく資金供給されるそれらの年金計画を有する、そして積極的な8％以上の割引率の仮定のもとにあっても、それらの管理する予算の7～8％へ寄与を上げるだろう。
- 国は年金資産が流出する前に著しい時期を過ごした。1970年代に遡ってそれらの年金供給を始めた多くの、十分な基金は現在までに次の15～20年間に対する支払い義務がある。CBPPは諸州がそれらの年金が30年間までの不足になったことを見積もる。
- 諸州は1980年から2007年の期間に資産において3兆ドル以上積み上げた、そして景気回復（英語: economic recovery）につれ、彼らがそれを再度なしうる、そして行うだろうと考える根拠がある。
- 州の（一般的に証券を通じた）ほとんどすべての債権発行は、それの管理予算ではなく、それの資本予算への資金供給に使われた。資本予算は道路、橋梁や学校のような経済基盤のために使われる。管理予算は年金、給与、料金その他を支払う。そう国の債務水準は債券発行に関係している、そして年金支払いへの資金供給はこの点を終わらせる問題とは実質的に切り離されたままになっている。
- 国の債務水準は1999年から2009年の間にGDPの12％から18％の範囲にあった。2010年の第二四半期には、その債務水準の16.7％だった。
- 国の支払利息（英: interest expense）は、国や地方のすべての支出全体の「中程度の」4～5％のままである。
- 幾つかの州での年金の約束は、契約上結ばれている。多くの州で、憲法上の訂正はそれらを修正するような要求もまたする。[20] その他の諸州は違った年金法（英語版）と政策を有している。[21]

年金転換率、もしくは年金に置き換わるところの勤労者の前-退職所得の割合は、週毎に幅広く多様である。それは集合的な取引の合意によってカバーされる者である、国の勤労者の割合に少し関係することを支える。例えば、転換率はニューヨークではそれは77.1％であるが、ミズーリでは55.4％である。コロラドでは、転換率はより高いが、しかし、これらの雇用者は社会保障に加わることから横木で隔てられている。
議会予算事務局（英語: Congressional Budget Office）は2011年5月に次の様に報告した：

多くの州と地方の年金計画は、何年にも予定された利益を支払うよう、多分十分な資産、所得、ならびに寄付を持つだろう、そしてしたがって、彼らの資金供給の不足を直ちに処置する必要は無いだろう。しかしそれらはもしかするとそうしなければいけないかもしれない、そして長く経てば、大きなこれらの不足になりうる。年金の信頼を保護するのに必要な多くの追加の資金供給は高い政府の関与の形をとりそうである、そしてしたがって高い税を要求するか、居住者に対して政府のサービスを引き下げるだろう。

### 合衆国の市ならびに自治体の年金
加えて諸州においては、合衆国の諸都市ならびに諸自治体もまた年金計画を有する。220の州の年金計画と地方が管理するおよそ3200の計画がある。一つの評価として、これらの計画の根拠のない信頼性 は5740億ドルに上る。根拠のない信頼性とは、長期にわたる計画の現金流入と流出の間の相違を埋めるであろう元本ならびに利子として、併設されるべきである金銭の合計を指す用語である。平均して諸年金は自治体予算の20％近くを消費する。しかし傾向がもし続けば、税収での各々のドルの半分以上は年金に向かうであろう、そして幾らかの実例での幾らかの評価は75％にも上る。
2013年のように、幾つかの合衆国の市は連邦レベルでの倒産保護（英: bankruptcy protection）のための登録をした、そしてその年金支払い義務を引き下げるよう検討している。幾つかの場合、これは合衆国最高裁判所によって措置されるかもしれない一組の憲法上の問題に導かれる、連邦法との矛盾であるかもしれない。

### 確定給付年金から定額拠出年金への切り替え
社会保障局は、2009年に確定給付（DB）から定額拠出（DC）への切り替えの長期的な傾向があることを報告した。その報告は次の様に結論づける：「残高において、勝者よりも敗者の方が多くなるだろう、そして平均の家族収入は減少するだろう。家族収入の減少の面では、1946年から1950年に生まれた第一次の波のブームの者よりも、1961年から1965年に生まれた先の波のブームの者において大きく予測される、なぜなら先の波のブームの者は相対的に短い在職期間をもって彼らの年金の凍結により大きくなりそうだからである。」
伝統的な確定給付（DB）年金計画によりカバーされる勤労者の割合は1980年の38％から2008年の20％まで経常的に減少した。対照的に、定額拠出（DC）年金計画によってカバーされる勤労者の割合は今まで常に増加してきた。1980年から2008年にかけてDC年金計画だけに加入している民間の賃金や俸給の勤労者の比率は8％から31％に増加した。公的セクターでは小さなものである、大きな移り変わりは民間セクターで続いた。幾人かの専門家は、多くの民間セクターの計画が告ぎの数年間で凍結されるだろうこと、そしてもしかすると終了することだろうことを予期する。典型的な確定給付計画の凍結の下で、現行の加入者は凍結日までの彼らの利子に基づいて年金支給を得るだろう、しかし何ら他の追加の支給は加えられないだろう；新しい従業員はカバーされないだろう。その代わり、雇用主らは新しい定額拠出計画を創設するか、既存の定額拠出計画へ寄付を引き上げるだろう。
非組合の勤労者の13％に対して2011年の間にこのような計画によってカバーされる67％の勤労者をもって、組合の従業員らは大きく確定給付計画によってカバーされそうである。
経済学者のポール・クルーグマンは2013年11月に書いた：「今日、どういうわけか、何らかの退職プランを持っている勤労者はまったく一般的に確定拠出プランを持つ―基本的に401(k)の―退職後に十分多額になるようサポートされる、ものである、非課税の口座へ勤労者らが入金するものである。問題は、401(k)のものへの移り変わりは巨大な失敗だったことが、この時点において明らかであることである。雇用主は支給をこっそりとカットするよう切り替えることの恩恵を持った；投資収益は、勤労者に話されていた期待よりもはるかに低いままだった；そして次のことは正当になる、多くの人々は彼らのお金を賢く管理してこなかった。結果として、アメリカ人の千人に十人が彼らの勤労生活の終わりにおける生活水準での鋭い下落に直面する、退職危機がじわじわ迫ってくることを私たちは見ている。多くの者にとって、このような貧窮から彼らを保護する唯一のものは社会保障だろう。」
2014年のギャラップの世論調査は、投資家の21％が彼らの401(k)の定額拠出年金計画が早期に撤退されたか、もしくは先の5年間のうちに終わるのに向けて貸付するかのいずれかを経験した；彼らが、401kのプランの意図された目的ではないか、または彼らが課税、報酬ならびにより小さな年金基金での付随する費用を持てる、両方の選択肢が可能な場合に。フィデリティ・インベストメンツは2014年に次の事を報じた：
- 平均の401(k)の残高は、2013年の第四四半期において、2012年を超える15％増加の、そして（景気大後退による影響での）2009年にその最低の46,200ドルのほぼ2倍の、記録の89,300ドルに達した。
- 55歳以上の人々についての平均残高は165,200ドルだった。
- 401(k)全加入者のおおよそ三分の一（35％）が、2013年に彼らが退職する前に、（それらを個人年金口座にうなるほど持つのに向けるよりもむしろ）違約金や課税の点から見ると、副次的に投資家に負担になるうるものである、彼らの口座から引き出した。[34]

## イギリスの国の年金と私的年金

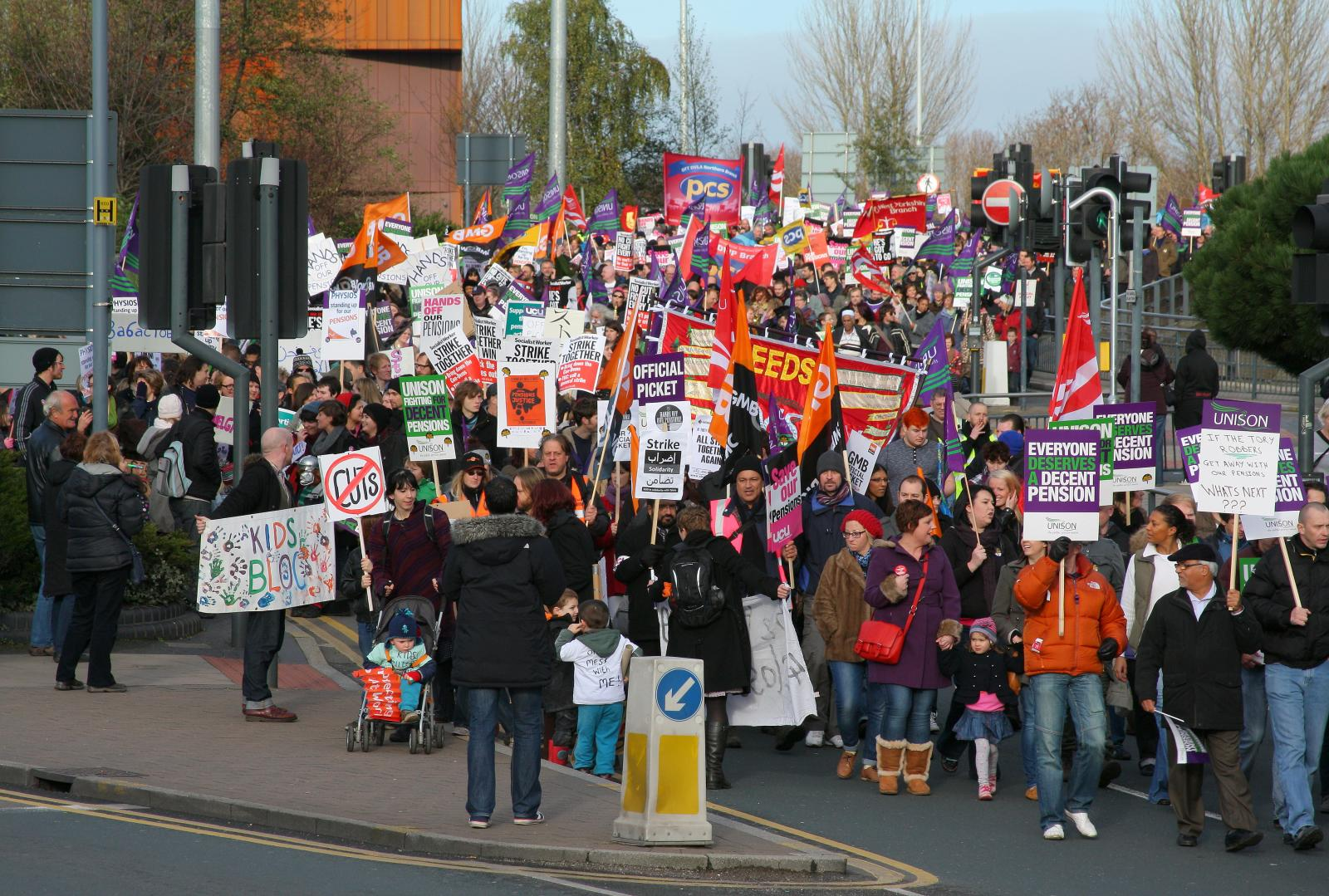
リーズの公的セクター労働者が、2011年11月の政府による年金改革中に、ストライキをしている。

低い貯蓄比率、急速に進む長寿化、（公平な配当金における源泉課税を強制するように権利を移す要請のための）新たな年金基金の課税、そして投資収益にわたるすべての下落にしたがい、多くの年金基金は21世紀の初めにおいて困難におちいっている。ほとんどのこれらの基金は確定給付（最終給与（英語: defined benefit pension plan））から確定拠出へと動いた。幾千もの私的基金は損害を被ってきた。政府はきたる10年での主だった貧困の増加を防ぎうることを確実にする方法を調べることを命じた。提案は義務的な年金と70歳まで定年を引き上げることを結論づけた。2017年の10月にイギリス政府は、常時従業員英: full-time enployeeたちと雇用主たちが職場の年金枠組みへ寄付しなければならないようにするところで義務的で自動的な登録システムを実施した。 イギリス政府は、ジョン・クリッドランド（英語: John Cridland）による、国家の年金の年齢の独立した検査を任命した、そして2017年に、その他の規制のなかに国の年金の年齢を68歳に引き上げること、ならびに国の年金におけるトリプル・ロックを動かすことを提案した。

## 提案された改革

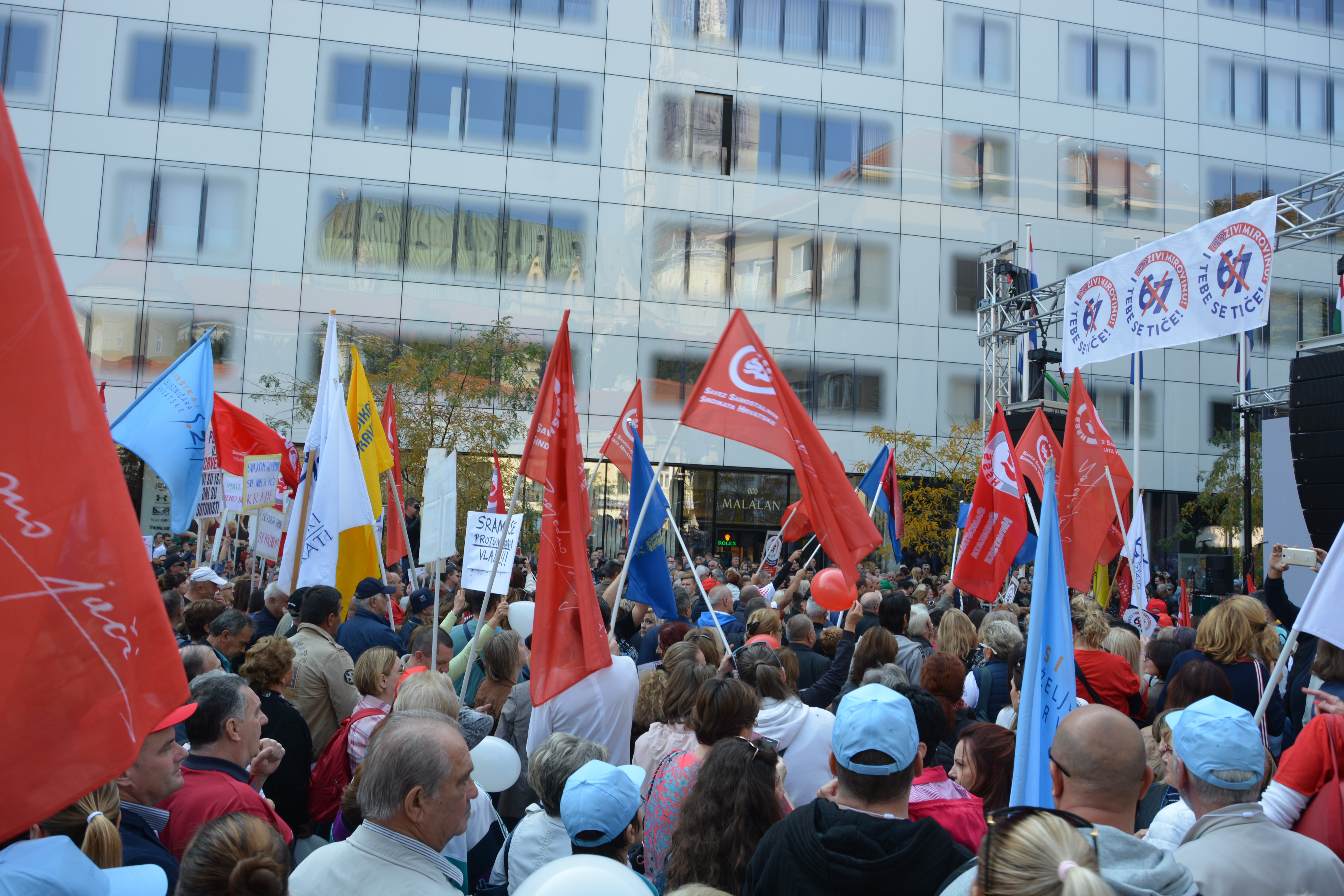
2018年10月のザグレブでの年金改革への抗議

ピーター・ドラッカーは見えざる革命 (1996) と題した彼の著作の中で、解決策の原理的な難しさを指摘して、とりうる次善の策を提案する。
改革の意見は三つの範疇に分類できる：
- 退職定年年齢の引き上げ、雇用政策（英語: employment policy）ならびに移民政策による、勤労者と退職者の比率の措置。
- 確定給付から定額拠出の型への転換、ならびに将来支給額総計の引き下げによる、支払い義務の低減
- 寄与率の引き上げならびに増税による、年金に資金供給するような財源の増加。最近、これは私的年金計画の実際の（あるいは法的な）没収ならびにそれらを政府の計画へと編入することのための提案を含んだ。[37]

年金危機への提案された解決策は次のことを含む：
- 扶養率（英語: dependency ratio）へとりかかる行動：定年延長（英: later retirement）、老年者によるパートタイム労働、高い出生率の促進、もしくは勤労世代の移民の年金
- 所与の扶養率に見合う行動ならびに財政にとりかかること―増税、支給での切り下げ、もしくは私的貯金(en)の促進や改革。

アメリカ合衆国では、1979年以来、401(k)のような、定額拠出計画年金（英語: defined contribution plans）での増加と対応する、著しい定額給付計画からの転出が続いてきた。1979年では、定額拠出によってカバーされる17％と合わせて、なんらかの型の年金計画をもった62％の私的セクターの従業員は確定給付計画によってカバーされた。2009年では、これらは、それぞれ、おおよそ68％ならびに7％へと逆転した。2011年のように、政府はこの保護における私的セクターの措置に取り掛かりはじめた。
もし自動的に彼らが貯金の計画で登録される（すなわち登録されてなおかつ、その計画にそって行動するよう要求されることに反対するような、脱退する選択肢を与えられる）ならば、従業員たちは多く貯金することを研究は示す。いくつかの国々は、雇用主たちに従業員たちが確定拠出計画を選択するよう求めるところの法律をもつ。

## 批判

### 他の収入源
高齢化社会に直面している発展国の年金受給者たちはしばしば考慮に値する家庭福祉をこじ開け、そしてその他の投資や雇用からの収入を得ることができるとして、年金危機は存在しないか、または誇張されていると、なにがしかのものは主張する。彼らが退職したスタッフに合意された、合計金額（それは彼らが多くするようにはできない）を支払うようまだ契約された、従業員の家庭の公平にもかかわらず、最終給与の年金の枠組みを保証された政府の従業員が巨額の損失をもつことから、これらの主張は、たしかにイギリスでは、根拠がない。

### 人口の移り変わり

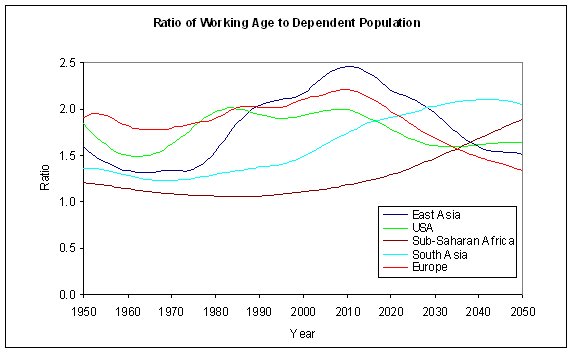
アメリカ合衆国と東アジアでの人口の窓を特に示す、1950年から2050年の世界の、地域の、逆扶養率（扶養者当たりの勤労者数）。

なにがしかのものは、危機は誇張されていて、そしていくつかの地域では危機はないことを主張する。なぜなら、合計の扶養比率―若年と老年を合わせた―は長期間の規準のたんなる結果である、であるけれども、より少子高齢化をともなうものである：老年の扶養率にかぎって見ることはコインの片面にすぎない。扶養率は著しく増大しない、むしろその構成は変化する。
より詳細には：短寿命-多産 社会から長寿命-少産 社会への人口転換の結果として、人口の常になく高い部分が勤労世代の場合に人口の窓（英語: demographic window）がある。なぜなら、勤労世代の人口を増大させる、最初の死亡率の減少は、そのとき若年の扶養率を引き下げる、出生率が減少する、そしてそのときに限り、老年人口の増加をさせる。死亡率の増大は（60＋といわれる）年齢の人口において最初に小さな影響をもっている、なぜなら、死亡率の下落からの利益を得る相対的に少ない近い年代（50-60といわれる）があり、そして同じくする10代に多分に勤労世代に近い世代（10-20代といわれる）がある。一度老年人口が増大すると、扶養率はその移り変わりにたいして前のほぼ同水準に戻る。
このようにして、この主張によれば、一時の隆盛期のまさに終わりの年金危機は存在しない。そして年金の追加の費用は若年にたいする支払いでの節約により回復される。
しかしながら、国の出生率が置き換える水準のはるか下に下落するならば、将来まだ大勢の退職者人口を支持する通常にない少数の勤労者になるだろう。そして扶養率はひょっとすると現実の危機を引き起こす歴史的な水準まで上昇するだろう。
より複雑にする要素は、難しさから離れた頂部をつくる、異なった方法で積み立てられる、異なった行為者により若年にたいする支援と老年にたいする支援がなされるかもしれないことである。たとえば、アメリカ合衆国では、若年にたいする手当ては、教育となる主要な政府の支出をもって、両親から与えられる。それは（富裕税のかたちの）固定資産税によって支払われ（納税され）る、地方と州の政府により基本的に支給されるものである。これにたいし、老年にたいする手当ては主に病院と療養所によって支給される、そして支出は年金と健康保険である。それは（所得税のかたちで）給与税によって支払われ（納税され）て、連邦政府から支給される。このようにして、地方固定資産税と親の非課税勤労者が、調整の問題を生じる、年金と健康保険をつみたてるよう直接には離れて手渡しできない。

## 重要用語
- 扶養比率（英: supprt ratio）：定年以上の年齢の人々の人数と比較した、勤労年齢の人々の人数
- 加入比率（英: participation rate）：労働力にある人々の比率
- 確定給付（英: defined benefit）：雇用主が契約した総額を支払うことにおいて危険が生じるものである、従業員の俸給に関係する年金
- 定額拠出（英: definde contribution）：寄付総額ならびに投資効率性に関して、主に従業員側に危険が生じるものであることに基づく年金。[3]